# Mill Creek Township (Missouri)
Mill Creek Township est un township, situé dans le comté de Morgan, dans le Missouri, aux États-Unis,.
Le township est fondé en 1833.

### Source de la traduction
- (en) Cet article est partiellement ou en totalité issu de l’article de Wikipédia en anglais intitulé « Mill Creek Township, Morgan County, Missouri » (voir la liste des auteurs).